# Johan Henrik Spørck
Johan Henrik Spørck (15. juni 1778 i København – 26. december 1849 i Frederikstad) var en norsk officer.

## Karriere
Han var søn af foged på Hedemarken, Hofretsassessor Christian Ludvig Spørck og Else Kirstine f. Juul, var 1789-94 elev på Landkadetakademiet, blev 1795 kongelig page, 1796 fændrik ved søndenfjeldske gevorbne infanteriregiment, hvilket regiment han siden tilhørte, indtil det 1818 blev opløst. 1800 blev Spørck sekondløjtnant, 1803 premierløjtnant. Fra underofficersskolernes oprettelse ved de norske regimenter 1804 var Spørck knyttet til sit regiments skole på Frederikssten. Endvidere fik han i opdrag at organisere og opeksercere Frederikshalds frivillige borgerlige (Prins Christians) Jægerkorps, der oprettedes i høsten 1807.

## Napoleonskrigene
Under krigen med Sverige 1808-09 viste han megen aktivitet og dygtighed og var, som kommandanten på Frederikssten, oberst Juul, udtrykker sig, "en sand Passe-partout"; obersten anvendte ham derfor også som en art stabschef. På grund af sin fremtrædende deltagelse i overfaldet ved Præstebakke 10. juni 1808, hvor en svensk forpostbataljon efter en hidsig fægtning blev sprængt og fanget, fik han tildelt kaptajns karakter.
Under felttoget 1814 stod Spørck under oberstløjtnant Frederik Wilhelm Stabells kommando, idet han førte højre fløj – 3 kompagnier – af "Forpostkjæden". Med sin ringe styrke søgte han 31. juli og 1. august i Enningedalen og ved Tistedalselven at opholde den svenske overmagt. Efter krigen udtrådte Spørck af dansk tjeneste og fortsatte sin tjeneste ved regimentets skole, og da de i krigsårene midlertidig ansatte officerer i 1817 skulle underkaste sig en teoretisk prøve, ledede han ved søndenfjeldske regiment deres forberedelse til denne med sådan dygtighed, at han i den anledning fik tilkendegivet den nye kongs særdeles tilfredshed; samme år blev han adjudant hos kronprinsen. Ved armeens omorganisation 1818 blev han kaptajn ved frederiksstenske gevorbne musketerkorps, og 1819 avancerede han til oberstløjtnant og chef for dette korps, blev 1823 oberst, 1828 generaladjudant for Armeen, 1832 generalmajor, chef for Generalstaben og 1. adjudant hos kongen, 1847 kommandant i Frederiksstad, hvor han døde 26. december 1849. Spørck anvendtes som medlem af en række vigtige kommissioner.
5. februar 1808 blev han gift med Magdalene Wiel (på Frederikshald 6. maj 1784 – i Christiania 6. januar 1840), datter af kancelliråd Truls Wiel og Elisabeth Sophie f. Arboe.